# アレックス・ペティファー
アレクサンダー・リチャード・ペティファー（Alexander Richard Pettyfer, 1990年4月10日 - ）は、イングランドの俳優、ファッションモデル。身長180cm。

## 来歴

### 生い立ち
イングランド、ハートフォードシャー州スティーブニッジにて俳優の父親リチャード・ペティファーと元モデルの母親リー・アイルランドのもとに長男として生まれる。のちに両親が離婚し、母親が再婚。テニス選手のジェームズ・アイルランドは異父兄弟の弟である。

### キャリア
7歳の時にラルフローレン、GAPの子供モデルでデビュー。
2005年にモデルの仕事を辞め、イギリスのドラマ『Tom Brown's Schooldays』で主演し、俳優デビューを果たす。翌2006年には映画『アレックス・ライダー』で主演し、『スター・ウォーズ』シリーズのユアン・マクレガーと共演。
2007年にモデルの仕事を再開し、2008年からバーバリーの広告モデルをしている。
2011年には、『ハイスクール・ミュージカル』シリーズのヴァネッサ・ハジェンズと映画『ビーストリー』でダブル主演した。

### 私生活
2012年、エルヴィス・プレスリーの孫娘ライリー・キーオと婚約したと報じられたが、キーオは2015年2月4日にベンジャミン・スミス・ピーターセンと結婚した。
2020年、ドイツ出身のモデル、トニ・ガーンと結婚。2021年7月に女児が生まれたが、2023年4月、ガーンSNSで離婚を発表した。

## 主な出演作品

### 映画
| 公開年 | 邦題 原題                                                 | 役名                       | 備考                                        |
| ------ | --------------------------------------------------------- | -------------------------- | ------------------------------------------- |
| 2006   | アレックス・ライダー Stormbreaker                         | アレックス・ライダー       |                                             |
| 2008   | ワイルド・ガール Wild Child                               | フレディ                   | 日本劇場未公開                              |
| 2009   | Tormented                                                 | ブラッドレー               | 日本未公開                                  |
| 2011   | アイ・アム・ナンバー4 I Am Number Four                    | ジョン                     |                                             |
| 2011   | ビーストリー Beastly                                      | カイル・キングソン         |                                             |
| 2011   | TIME/タイム In Time                                       | フォーティス               |                                             |
| 2012   | マジック・マイク Magic Mike                               | アダム / “ザ・キッド”      |                                             |
| 2013   | 大統領の執事の涙 Lee Daniels' The Butler                  | トーマス・ウェストフォール |                                             |
| 2014   | エンドレス・ラブ〜17歳の止められない純愛 Endless Love     | デビッド・エリオット       | 日本劇場未公開                              |
| 2016   | エルヴィスとニクソン 〜写真に隠された真実〜 Elvis & Nixon | ジェリー・シリング         | 日本劇場未公開                              |
| 2020   | バッド・ジョブ シカゴ・セレブ強盗団 Echo Boomers          | エリス・ベック             | 別題『シカゴ・セレブ強盗団』 日本劇場未公開 |
| 2021   | ワーニング 地球最期の日 Warning                           | リアム                     |                                             |
| 2022   | インファーナル・マシーン The Infernal Machine             | ドワイト                   | 日本劇場未公開                              |
| 2024   | Sunrise                                                   | ファロン                   |                                             |
| 2024   | アンジェントルメン The Ministry of Ungentlemanly Warfare  | ジェフリー・アップルヤード |                                             |
| 2024   | Chief of Station                                          | ジョン・ブランカ           |                                             |

### テレビ
| 放映年 | 邦題 原題                   | 役名           | 備考          |
| ------ | --------------------------- | -------------- | ------------- |
| 2005   | Tom Brown's Schooldays      | トム・ブラウン | テレビ映画    |
| 2019   | I-Land 戦慄の島 The I-Land  | ブロディ       | 計2話出演     |
| 2020   | ファミリー・ガイ Family Guy | トロイ         | 計1話声の出演 |

### モデル
- 2008: バーバリー - Spring/Summer
- 2008: バーバリー - 香水「The Beat For Men 」
- 2009: バーバリー - Spring/Summer